# Julio Abalde
Julio E. Abalde Alonso (Vigo, 1956) es un profesor universitario español de microbiología. El 3 de diciembre de 2015 fue elegido rector de Universidad de La Coruña.

## Carrera académica
Abalde obtuvo un doctorado, con la tesis : Cultivo de la microalga marina Dunaliella tertiolecta con diferentes fuentes de nitrógeno, potencial obtención de compuestos útiles por Universidad de Santiago de Compostela en 1986, empezando su carrera docente un año antes en el colegio universitario que esta universidad tenía en La Coruña. En 1988 se convierte en profesor titular de microbiología de aquella universidad, trasladándose a Universidad de La Coruña con el mismo rango académico cuándo el otrora colegio universitario se convirtió en universidad independiente en 1991. Se mantuvo en ese puesto hasta que se hizo catedrático 2010. Su investigación se ha centrado en la biotecnología de microalgas, su producción de masa y uso en acuicultura, y la tensión fisiológica bajo la presencia medioambiental de contaminantes, metales pesados y pesticidas, y es el autor de publicaciones influyentes en este campo. Antes de devenir rector de Universidad de La Coruña en 2017, llevó a cabo diversas funciones directivas en Universidad de Santiago de Compostela, Universidad de La Coruña, y la Agencia para la Calidad del Sistema Universitario de Galicia (ACSUG).

## Carrera política
En marzo de 2017 hubo rumores de que podría ser candidato a liderar el Partido Socialista de Galicia, lo cual negó, argumentando que su ambición estaba centrada en Universidad de La Coruña.

## Premios y distinciones
En 2018 le fue concedido un doctorado honoris causa por el Universidad Estatal de Tiflis con ocasión de su centenario.